# Okręg wyborczy nr 1 do Senatu Rzeczypospolitej Polskiej (2001–2011)
Okręg wyborczy nr 1 do Senatu Rzeczypospolitej Polskiej obejmował w latach 2001–2011 obszar miast na prawach powiatu Jeleniej Góry i Legnicy oraz powiatów bolesławieckiego, głogowskiego, jaworskiego, jeleniogórskiego, kamiennogórskiego, legnickiego, lubańskiego, lubińskiego, lwóweckiego, polkowickiego, złotoryjskiego i zgorzeleckiego (województwo dolnośląskie). Wybierano w nim 3 senatorów na zasadzie większości względnej.
Powstał w 2001, jego obszar należał wcześniej do okręgów obejmujących województwa jeleniogórskie i legnickie. Zniesiony został w 2011, na jego obszarze utworzono nowe okręgi nr 1, 2 i 3.
Siedzibą okręgowej komisji wyborczej była Legnica.

## Reprezentanci okręgu
| Rok  | Senator komitet wyborczy                  | Senator komitet wyborczy                                       | Senator komitet wyborczy                  | Senator komitet wyborczy                                    | Senator komitet wyborczy                  | Senator komitet wyborczy                                     |
| ---- | ----------------------------------------- | -------------------------------------------------------------- | ----------------------------------------- | ----------------------------------------------------------- | ----------------------------------------- | ------------------------------------------------------------ |
| 2001 |                                           | Janusz Bielawski KKW Sojusz Lewicy Demokratycznej – Unia Pracy |                                           | Jerzy Cieślak KKW Sojusz Lewicy Demokratycznej – Unia Pracy |                                           | Marian Lewicki KKW Sojusz Lewicy Demokratycznej – Unia Pracy |
| 2004 |                                           | Janusz Bielawski KKW Sojusz Lewicy Demokratycznej – Unia Pracy | Ryszard Matusiak Liga Polskich Rodzin     |                                                             |                                           | Marian Lewicki KKW Sojusz Lewicy Demokratycznej – Unia Pracy |
| 2005 |                                           | Tadeusz Maćkała Platforma Obywatelska RP                       |                                           | Tadeusz Lewandowski Prawo i Sprawiedliwość                  |                                           | Rafał Ślusarz Prawo i Sprawiedliwość                         |
| 2007 | Tomasz Misiak Platforma Obywatelska RP    |                                                                | Jacek Swakoń Platforma Obywatelska RP     | Witold Idczak Prawo i Sprawiedliwość                        |                                           |                                                              |
| 2011 | okręg zniesiony, patrz okręgi nr 1, 2 i 3 | okręg zniesiony, patrz okręgi nr 1, 2 i 3                      | okręg zniesiony, patrz okręgi nr 1, 2 i 3 | okręg zniesiony, patrz okręgi nr 1, 2 i 3                   | okręg zniesiony, patrz okręgi nr 1, 2 i 3 | okręg zniesiony, patrz okręgi nr 1, 2 i 3                    |

## Wyniki wyborów
Symbolem „●” oznaczono senatorów ubiegających się o reelekcję.

### Wybory parlamentarne 2001
| Kandydat                                              | Kandydat            | Komitet wyborczy                              | Głosów  |
| ----------------------------------------------------- | ------------------- | --------------------------------------------- | ------- |
|                                                       | Janusz Bielawski●   | KKW Sojusz Lewicy Demokratycznej – Unia Pracy | 148 713 |
|                                                       | Jerzy Cieślak●      | KKW Sojusz Lewicy Demokratycznej – Unia Pracy | 123 010 |
|                                                       | Marian Lewicki      | KKW Sojusz Lewicy Demokratycznej – Unia Pracy | 106 488 |
|                                                       | Jerzy Pokój         | KWW Blok Senat 2001                           | 53 950  |
|                                                       | Jacek Głomb         | KWW Blok Senat 2001                           | 47 838  |
|                                                       | Adam Grabowiecki    | Polskie Stronnictwo Ludowe                    | 46 822  |
|                                                       | Antoni Błudnik      | Polskie Stronnictwo Ludowe                    | 43 243  |
|                                                       | Ryszard Matusiak    | KWW Ryszarda Matusiaka                        | 41 757  |
|                                                       | Bogusław Czerwiński | Alternatywa Ruch Społeczny                    | 21 785  |
|                                                       | Zbigniew Zygmunt    | Alternatywa Ruch Społeczny                    | 21 214  |
| Frekwencja: 43,49% Źródło: Państwowa Komisja Wyborcza |                     |                                               |         |

*Janusz Bielawski reprezentował w Senacie IV kadencji (1997–2001) województwo legnickie, Jerzy Cieślak był wcześniej przedstawicielem województwa jeleniogórskiego.

### Wybory uzupełniające 2004
Głosowanie odbyło się z powodu śmierci Jerzego Cieślaka.
| Kandydat                                             | Kandydat         | Komitet wyborczy             | Głosów |
| ---------------------------------------------------- | ---------------- | ---------------------------- | ------ |
|                                                      | Ryszard Matusiak | Liga Polskich Rodzin         | 6150   |
|                                                      | Andrzej Piesiak  | KWW Andrzeja Piesiaka        | 4766   |
|                                                      | Stanisław Gwizda | Sojusz Lewicy Demokratycznej | 3964   |
|                                                      | Ryszard Nowak    | Polskie Stronnictwo Ludowe   | 3590   |
|                                                      | Marcin Zawiła    | KWW Marcina Zawiły           | 2668   |
|                                                      | Leszek Bubel     | Polska Partia Narodowa       | 591    |
|                                                      | Adam Gmurczyk    | Narodowe Odrodzenie Polski   | 412    |
| Frekwencja: 2,81% Źródło: Państwowa Komisja Wyborcza |                  |                              |        |

### Wybory parlamentarne 2005
| Kandydat                                              | Kandydat              | Komitet wyborczy                           | Głosów |
| ----------------------------------------------------- | --------------------- | ------------------------------------------ | ------ |
|                                                       | Tadeusz Maćkała       | Platforma Obywatelska RP                   | 88 032 |
|                                                       | Tadeusz Lewandowski   | Prawo i Sprawiedliwość                     | 87 471 |
|                                                       | Rafał Ślusarz         | Prawo i Sprawiedliwość                     | 80 331 |
|                                                       | Ryszard Matusiak●     | Liga Polskich Rodzin                       | 52 459 |
|                                                       | Bogdan Maruszak       | Samoobrona Rzeczpospolitej Polskiej        | 44 465 |
|                                                       | Michał Turkiewicz     | Sojusz Lewicy Demokratycznej               | 39 005 |
|                                                       | Józef Kusiak          | Sojusz Lewicy Demokratycznej               | 38 479 |
|                                                       | Kazimierz Hałaszyński | Sojusz Lewicy Demokratycznej               | 30 128 |
|                                                       | Adam Grabowiecki      | Polskie Stronnictwo Ludowe                 | 29 322 |
|                                                       | Ryszard Zasławski     | Socjaldemokracja Polska                    | 21 811 |
|                                                       | Ewa Gutek             | Rodzina-Ojczyzna                           | 21 760 |
|                                                       | Jarosław Wardęga      | Socjaldemokracja Polska                    | 17 716 |
|                                                       | Ryszard Maraszek      | KWW Ryszarda Maraszka                      | 16 952 |
|                                                       | Józef Rypiński        | Porozumienie Polskie                       | 13 331 |
|                                                       | Edward Lewandowski    | Polska Partia Narodowa                     | 11 802 |
|                                                       | Michał Okrześ         | Organizacja Narodu Polskiego – Liga Polska | 9174   |
| Frekwencja: 36,74% Źródło: Państwowa Komisja Wyborcza |                       |                                            |        |

### Wybory parlamentarne 2007
| Kandydat                                              | Kandydat             | Komitet wyborczy                      | Głosów  |
| ----------------------------------------------------- | -------------------- | ------------------------------------- | ------- |
|                                                       | Tomasz Misiak●       | Platforma Obywatelska RP              | 161 392 |
|                                                       | Jacek Swakoń         | Platforma Obywatelska RP              | 134 680 |
|                                                       | Witold Idczak        | Prawo i Sprawiedliwość                | 107 234 |
|                                                       | Tadeusz Lewandowski● | Prawo i Sprawiedliwość                | 97 482  |
|                                                       | Rafał Ślusarz●       | Prawo i Sprawiedliwość                | 89 759  |
|                                                       | Józef Kusiak         | KKW Lewica i Demokraci SLD+SDPL+PD+UP | 85 768  |
|                                                       | Jerzy Łaskawiec      | KKW Lewica i Demokraci SLD+SDPL+PD+UP | 79 076  |
|                                                       | Zbigniew Rybka       | KKW Lewica i Demokraci SLD+SDPL+PD+UP | 75 184  |
|                                                       | Sławomir Klimek      | Samoobrona Rzeczpospolitej Polskiej   | 22 634  |
|                                                       | Zbigniew Woźny       | Liga Polskich Rodzin                  | 17 648  |
| Frekwencja: 51,32% Źródło: Państwowa Komisja Wyborcza |                      |                                       |         |

*Tomasz Misiak reprezentował w Senacie VI kadencji (2005–2007) okręg nr 3.